# Ottawa Senators
Az Ottawa Senators kanadai jégkorongcsapat. Tagja a National Hockey League-nek, jelenleg a Keleti Főcsoport Északkeleti divíziójában játszik. A csapat otthoni meccseit a Canadian Tire Centre-ben játssza.

## Előzmények
Az eredeti Ottawa Senators 1883-ban alakult, eredeti csapatnév az Ottawa Hockey Club volt, majd később kapta a csapat a Silver Seven nevet. 1909-től hívták a csapatot Senatorsnak.
A klub eleinte amatőr státuszban működött, majd 1890-től az ontarioi jégkorongligában szerepelt, amelynek első kiírását meg is nyerte.
A csapat az NHL egyik alapítója volt, a húszas években az egyik legjobb csapata volt a ligának: négy Stanley-kupát nyert a csapat. Nem véletlenül választották meg a csapatot a kanadai szakemberek a 20. század első felének legjobb csapatává. Olyan játékosokkal büszkélkedhetett ekkor a klub, mint például Art Ross vagy Jack Adams.
A gazdasági világválság és a liga kibővítése megviselte anyagilag a csapatot, melyet a folyamatos bukdácsolások után eladtak 1934-ben St. Louisba. A csapat új neve St. Louis Eagles lett.
Az eredeti Ottawa Senators még két évtizedig szerepelt kisebb ligákban, majd 1954-ben megszűnt.

## Újjáalakulás
1990-ben egy kétéves kampány eredményeképpen Bruce Firestone üzletembernek köszönhetően az NHL megadta az engedélyt Firestonenak a franchise elindítására: a mai csapat először az 1992–1993-as idényben indult először az NHL-ben.
A csapat nehezen indult. Első idényében a San José Sharksszal a liga legvégén tanyázott: három pontra volt mindössze az NHL negatív rekordjától. A rossz helyezés azonban jó draftpozíciókat hozott: először Alexandre Daiglet draftolta első körben a csapat, majd a következő évben: Radek Bonkot, 1995-ben pedig Bryan Berardot és Daniel Alfredssont, aki teljesítményével kiérdemelte a Calder-emlékkupát. 
1996-ban megkezdődött a csapat felvirágzása: ekkor került a csapathoz Pierre Gauthier, mint menedzser, aki leszerződtette vezetőedzőnek Jacques Martint.
Az első Martin-féle szezonban a csapat bejutott a rájátszásba, valamint a tartományi rivális Toronto Maple Leafs ellen is jobban szerepelt a csapat.
A csapatkapitány ekkor Alekszej Jasin volt, akit 2001-ben adtak el Zdeno Charaért és Bill Muckaltért, valamint egy draftjogért, amit később Jason Spezzára használtak fel.
A 2001–2002-es szezonban a csapat a főcsoport döntőig jutott, ahol a New Jersey Devils állította meg a kanadai klubot. Az egész éves teljesítményével azonban a csapat kiérdemelte az Elnöki trófeát.
A csapat a következő szezonban pénzügyi gondokkal küszködött, ekkor Eugene Melnyk vette meg a csapatot, és stabilizálta a klub financiális ügyeit.

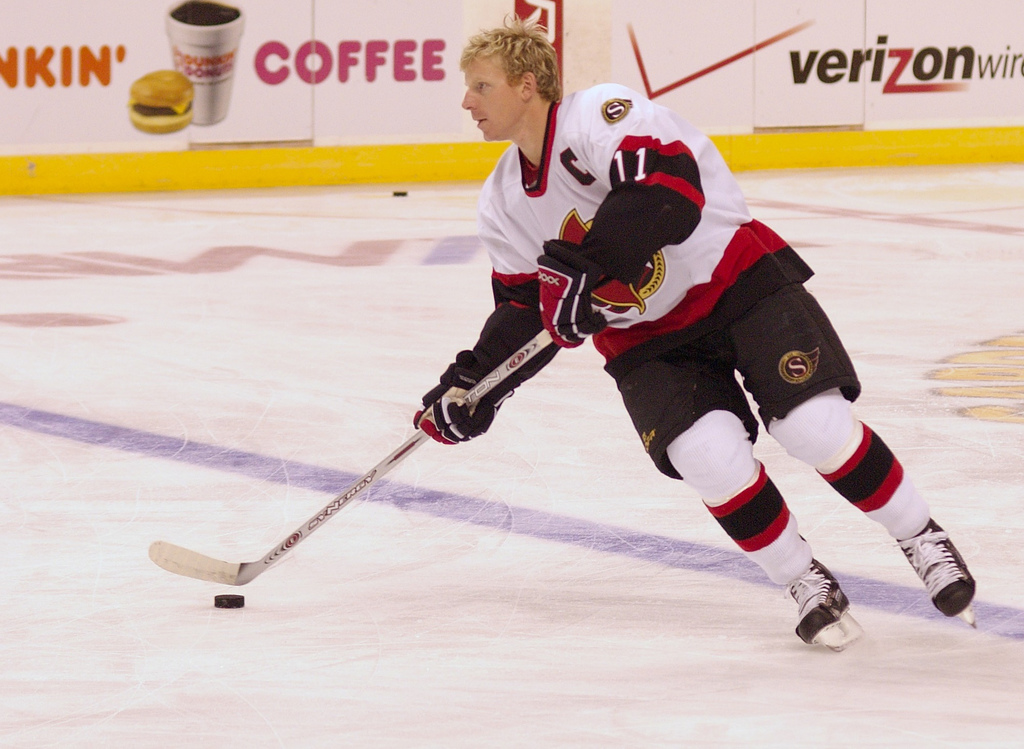
Daniel Alfredsson a csapat jelenlegi kapitánya

## Jelenkor
A 2004–2005-ös NHL-lockout után jelentősen átalakult a csapat: Gauthier helyére Bryan Murray került, az első számú kapus Patrik Lalime St. Louisba szerződött, helyére a szabadügynök Dominik Hašek került. Marian Hossát pedig elcserélték Dany Heatleyre. Így kialakult az első támadósora (Alfredsson–Spezza–Heatley) a csapatnak, amely az egyik legerősebb a volt a ligában.
A 2006–2007-es idényben a csapat a Stanley-kupa döntőig jutott, ahol azonban fáradt játékkal összesítésben 4–1-re kikaptak az Anaheim Duckstól.

## Meghatározó Játékosok

### Csapatkapitányok
- Laurie Boschman, 1992–1993
- Mark Lamb, Brad Shaw, Gord Dineen, 1993–1994
- Nem volt kapitány, 1994–1995 (lockout)
- Randy Cunneyworth, 1995–1998
- Alekszej Jasin, 1998–1999
- Daniel Alfredsson, 1999–2013
- Jason Spezza, 2013–2014
- Erik Karlsson, 2014–jelen

### Hírességek csarnokának tagjai
- Roger Neilson: segédedző, valamint 2001–2003 között vezetőedző

### Visszavonultatott mezszámok
- 4: Chris Phillips: 17 szezon alatt 1179-szer szerepelt a Senatorsban (2020)
- 8: Frank Finnigan: az első hazai meccsen vonultatták vissza az eredeti Senatorsban játszó játékos mezét, aki az utolsó élő tagja volt 1992-ben a csapatnak.
- 11: Daniel Alfredsson: a csapat első két évtizedének egyik legmeghatározóbb játékosa (2016)
- 99: Wayne Gretzky mezszámát senki sem viselhette a csatárlegenda visszavonulása után az NHL-ben.

### A csapat legeredményesebbjei
| Játékos           | Poszt | MSz  | G   | A   | P    | P/G  |
| Daniel Alfredsson | RW    | 1178 | 426 | 682 | 1108 | 0,94 |
| Jason Spezza      | C     | 686  | 251 | 436 | 687  | 1,00 |
| Erik Karlsson     | D     | 627  | 126 | 392 | 518  | 0,83 |
| Alekszej Jasin    | C     | 504  | 218 | 273 | 491  | 0,98 |
| Wade Redden       | D     | 838  | 101 | 309 | 410  | 0,49 |
| Radek Bonk        | C     | 689  | 152 | 247 | 399  | 0,58 |
| Marian Hossa      | RW    | 467  | 188 | 202 | 390  | 0,84 |
| Dany Heatley      | LW    | 317  | 180 | 182 | 362  | 1,14 |
| Mike Fisher       | C     | 675  | 167 | 181 | 348  | 0,51 |
| Mark Stone        | RW    | 366  | 123 | 188 | 311  | 0,85 |

## Klubrekordok
Pályafutási rekordok (csak a Senators-zal)
- Legtöbb pont: 1108, Daniel Alfredsson
- Legtöbb lejátszott mérkőzés: 1179, Chris Phillips

Szezonrekordok
- Legtöbb gól: 50, Dany Heatley (2005–2006 és 2006–2007)
- Legtöbb gólpassz: 71, Jason Spezza (2005–2006)
- Legtöbb pont: 105, Dany Heatley (2006–2007)
- Legtöbb pont (hátvéd): 63, Norm MacIver (1992–1993)
- Legtöbb pont (újonc): 79, Alekszej Valerjevics Jasin (1993–1994)
- Legtöbb kiállításperc: 318, Mike Peluso (1992–1993)

Kapusrekordok – szezon
- Legtöbb shutout: 8, Patrick Lalime (2002–2003)
- Legtöbb győzelem: 39, Patrick Lalime (2002–2003)

## Külső hivatkozások
Hivatalos weboldal